# Material de construcción
El material de construcción es una materia prima o, con más frecuencia, un producto elaborado empleado en la construcción de edificios u obras de ingeniería civil.
Los materiales de construcción son los componentes de los elementos constructivos y arquitectónicos de una edificación o de una construcción.

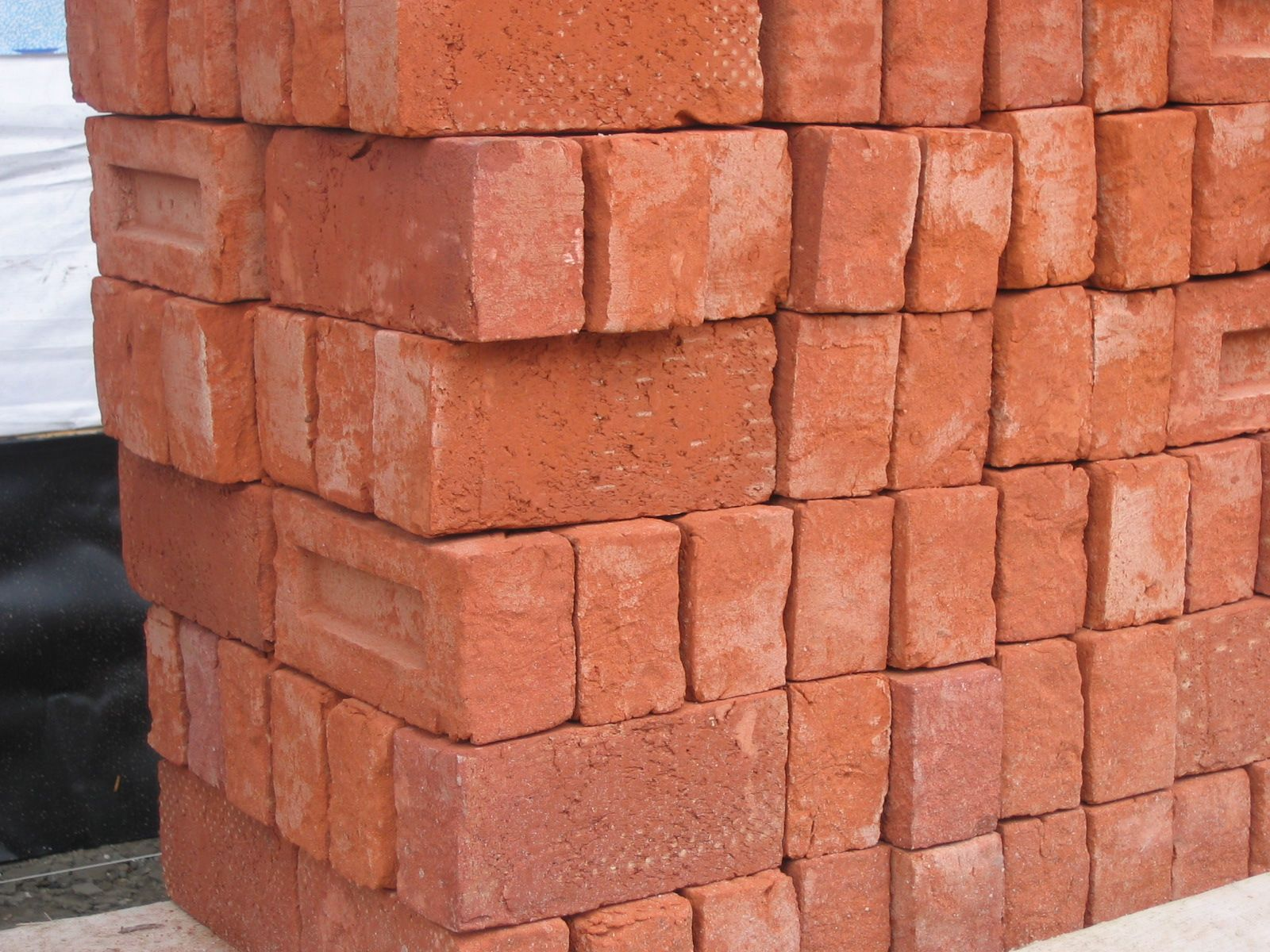
Pila de ladrillos de barro cocido.

## Orígenes
Desde sus comienzos, el ser humano ha modificado su entorno para adaptarlo a sus necesidades. Para ello ha hecho uso de todo tipo de materiales naturales que, con el paso del tiempo y el desarrollo de la tecnología, se han ido transformando en distintos productos mediante procesos de manufactura de creciente sofisticación. Los materiales naturales sin procesar (piedra, madera, arcilla, metal, agua) se denominan materias primas, mientras que los productos elaborados a partir de ellas (yeso, cemento, acero, vidrio, ladrillo) se denominan materiales de construcción.
No obstante, en los procesos constructivos algunas materias primas se siguen utilizando con poco o ningún tratamiento previo. En estos casos, estas materias primas se consideran también materiales de construcción propiamente dichos.
Por este motivo, es posible encontrar un mismo material englobado en distintas categorías: por ejemplo, la arena puede encontrarse como material de construcción (lechos o camas de arena bajo algunos tipos de pavimento), o como parte integrante de otros materiales de construcción (como los morteros), o como materia prima para la elaboración de un material de construcción distinto (el vidrio, o la fibra de vidrio).
Los primeros materiales empleados por el hombre fueron el barro, la piedra, y fibras vegetales como madera o paja.
Los primeros "materiales manufacturados" por el hombre probablemente hayan sido los ladrillos de barro (adobe), que se remontan hasta el 13 000 a. C, mientras que los primeros ladrillos de arcilla cocida que se conocen datan del 4000 a. C.
Entre los primeros materiales habría que mencionar también tejidos y pieles, empleados como envolventes en las tiendas, o a modo de puertas y ventanas primitivas.

## Características
Los materiales de construcción se emplean en grandes cantidades, por lo que deben provenir de materias primas abundantes y de bajo costo. Por ello, la mayoría de los materiales de construcción se elaboran a partir de materiales de gran disponibilidad como arena, arcilla o piedra.
Además, es conveniente que los procesos de manufactura requeridos consuman poca energía y no sean excesivamente elaborados. Esta es la razón por la que el vidrio es considerablemente más caro que el ladrillo, proviniendo ambos de materias primas tan comunes como la arena y la arcilla, respectivamente.
Los materiales de construcción tienen como característica común el ser duraderos. Dependiendo de su uso, además deberán satisfacer otros requisitos tales como la dureza, la resistencia mecánica, la resistencia al fuego, o la facilidad de limpieza.
Por norma general, ningún material de construcción cumple simultáneamente todas las necesidades requeridas: la disciplina de la construcción es la encargada de combinar los materiales para satisfacer adecuadamente dichas necesidades.

### Propiedades de los materiales
Con objeto de utilizar y combinar adecuadamente los materiales de construcción los proyectistas deben conocer sus propiedades. Los fabricantes deben garantizar unos requisitos mínimos en sus productos, que se detallan en hojas de especificaciones. Entre las distintas propiedades de los materiales se encuentran las siguientes:
- Densidad: relación entre la masa y el volumen.
- Higroscopicidad: capacidad para absorber el agua.
- Coeficiente de dilatación: variación de tamaño en función de la temperatura.
- Conductividad térmica: facilidad con que un material permite el paso del calor.
- Resistencia mecánica: capacidad de los materiales para soportar esfuerzos.
- Elasticidad: capacidad para recuperar la forma original al desaparecer el esfuerzo.
- Plasticidad: deformación permanente del material ante una carga o esfuerzo.
- Rigidez: la resistencia de un material a la deformación.

## Regulación
En los países desarrollados, los materiales de construcción están regulados por una serie de códigos y normativas que definen las características que deben cumplir, así como su ámbito de aplicación.
El propósito de esta regulación es doble: por un lado garantiza unos niveles de calidad mínimos en la construcción, y por otro permite a los arquitectos e ingenieros conocer de forma más precisa el comportamiento y características de los materiales empleados.
Las normas internacionales más empleadas para regular los materiales de construcción son las normas ISO.
En España existe la entidad certificadora AENOR con el mismo propósito.

## Nomenclatura
Puesto que los productos deben pasar unos controles de calidad antes de poder ser utilizados, la totalidad de los materiales empleados hoy día en la construcción están suministrados por empresas. Para los materiales más comunes existen multitud de fábricas y marcas comerciales, por lo que el nombre genérico del material se respeta (cemento, ladrillo, etc). Sin embargo, cuando el fabricante posee una parte importante del mercado, es común que el nombre genérico sea sustituido por el de la marca dominante. Este es el caso del fibrocemento (Uralita), del cartón yeso (Pladur), o de los suelos laminados (Pergo). Tampoco es inusual que determinados productos, bien sea por ser más específicos, minoritarios, o recientes, solo sean suministrados por un fabricante. En estos casos, no siempre existe un nombre genérico para el material, que recibe entonces el nombre o marca con el que se comercializa. Esta situación se produce frecuentemente en materiales compuestos (como en algunos paneles sandwich) o en composites muy especializados.

## Tipos
Atendiendo a la materia prima utilizada para su fabricación, los materiales de construcción se pueden clasificar en diversos grupos:

### Materiales pétreos
Derivados de piedras y ricas se obtienen de manera natural

#### Piedra
La piedra se puede utilizar directamente sin tratar, o como materia prima para crear otros materiales. Entre los tipos de piedra más empleados en construcción destacan:
- Granito, tradicionalmente usado en toda clase de muros y edificaciones, actualmente se usa principalmente en suelos (en forma de losas), aplacados y encimeras. De esta piedra suele fabricarse el:
  - Adoquín, ladrillo de piedra con el que se pavimentan algunas calzadas.
- Mármol, piedra muy apreciada por su estética, se emplea en revestimientos. En forma de losa o baldosa.
- Pizarra, alternativa a la teja en la edificación tradicional. También usada en suelos.
- Caliza, piedra más usada en el pasado que en la actualidad, para paredes y muros.
- Arenisca, piedra compuesta de arena cementada, ha sido un popular material de construcción desde la antigüedad.

La piedra en forma de guijarros redondeados se utiliza como acabado protector en algunas cubiertas planas, y como pavimento en exteriores. También es parte constitutiva del hormigón
- Grava, normalmente canto rodado.

Mediante la pulverización y tratamiento de distintos tipos de piedra se obtiene la materia prima para fabricar la práctica totalidad de los conglomerantes utilizados en construcción:
- Cal, Óxido de calcio (CaO) utilizado como conglomerante en morteros, o como acabado protector.
- Yeso, sulfato de calcio semihidratado (CaSO4 · 1⁄2H2O), forma los guarnecidos y enlucidos.
  - Escayola, yeso de gran pureza utilizado en falsos techos y molduras.
- Cemento, producto de la calcinación de piedra caliza y otros óxidos.

El cemento se usa como conglomerante en diversos tipos de materiales:
- Terrazo, normalmente en forma de baldosas, utiliza piedras de mármol como árido.
- Piedra artificial, piezas prefabricadas con cemento y diversos tipos de piedra.
- Fibrocemento, lámina formada por cemento y fibras prensadas. Antiguamente de amianto, actualmente de fibra de vidrio.

El cemento mezclado con arena forma el mortero: una pasta empleada para fijar todo tipo de materiales (ladrillos, baldosas, etc), y también como material de revestimiento (enfoscado) cuando yeso y cal no son adecuados, como por ejemplo en exteriores, o cuando se precisa una elevada resistencia o dureza.
- Mortero
  - Mortero monocapa, un mortero prefabricado, coloreado en masa mediante aditivos

El cemento mezclado con arena y grava forma:
- Hormigón, que puede utilizarse solo o armado.
  - Hormigón simple, empleado solo como relleno.
  - Hormigón armado, el sistema más utilizado para erigir estructuras
  - Hormigón preforzado,
  - GRC, un hormigón de árido fino armado con fibra de vidrio
  - Bloque de hormigón, similar a un ladrillo grande, pero fabricado con hormigón.

El yeso también se combina con el cartón para formar un material de construcción de gran popularidad en la construcción actual, frecuentemente utilizado en la elaboración de tabiques:
- Cartón yeso, denominado popularmente Pladur por asimilación con su principal empresa distribuidora, es también conocido como Panel Yeso.

Otro material de origen pétreo se consigue al fundir y estirar basalto, generando:
- Lana de roca, usado en mantas o planchas rígidas como aislante térmico.

#### Arena
Se emplea arena como parte de morteros y hormigones.
- Arena

El principal componente de la arena es la sílice o dióxido de silicio (SiO2). De este compuesto químico se obtiene:
- Vidrio, material transparente obtenido del fundido de sílice.
- Fibra de vidrio, utilizada como aislante térmico o como componente estructural (GRC, GRP)
- Vidrio celular, un vidrio con burbujas utilizado como aislante eléctrico.

### Arcilla
La arcilla es químicamente similar a la arena: contiene, además de dióxido de silicio, óxidos de aluminio y agua. Su granulometría es mucho más fina, y cuando está húmeda es de consistencia plástica. La arcilla mezclada con polvo y otros elementos del propio suelo forma el barro, material que se utiliza de diversas formas:
- Barro, compactado "in situ" produce tapial
- Cob, mezcla de barro, arena y paja que se aplica a mano para construir muros.
- Adobe, ladrillos de barro, o barro y paja, secados al sol.

Cuando la arcilla se calienta a elevadas temperaturas (900 °C o más), esta se endurece, creando los materiales cerámicos:
- Ladrillo, ortoedro que conforma la mayoría de paredes y muros.
- Teja, pieza cerámica destinada a canalizar el agua de lluvia hacia el exterior de los edificios.
- Gres, de gran dureza, empleado en pavimentos y revestimientos de paredes. En formato pequeño se denomina gresite.
- Azulejo, cerámica esmaltada, de múltiples aplicaciones como revestimiento.

De un tipo de arcilla muy fina llamada bentonita se obtiene:
- Lodo bentonítico, sustancia muy fluida empleada para contener tierras y zanjas durante las tareas de cimentación

### Metálicos
Los más utilizados son el hierro y el aluminio. El primero se alea con carbono para formar:
- Acero, empleado para estructuras, ya sea por sí solo o con hormigón, formando entonces el hormigón armado.
  - Perfiles metálicos
  - Varillas
  - Acero inoxidable
  - Acero corten

Otros metales empleados en construcción:
- Aluminio, en carpinterías y paneles solares.
- Zinc, en cubiertas.
- Titanio, revestimiento inoxidable de reciente aparición.
- Cobre, esencialmente en instalaciones de electricidad y fontanería.
- Plomo, en instalaciones de fontanería antiguas. La ley obliga a su retirada, por ser perjudicial para la salud.
- Hierro

### Orgánico
Fundamentalmente la madera y sus derivados, aunque también se utilizan o se han utilizado otros elementos orgánicos vegetales, como paja, bambú, corcho, lino, elementos textiles o incluso pieles animales.
- Madera
- Contrachapado
- OSB
- Tablero aglomerado
- Madera cemento
- Linóleo suelo laminar creado con aceite de lino y harinas de madera o corcho sobre una base de tela.
- Guadua

### Sintéticos
Fundamentalmente plásticos derivados del petróleo, aunque frecuentemente también se pueden sintetizar. Son muy empleados en la construcción debido a su inalterabilidad, lo que al mismo tiempo los convierte en materiales muy poco ecológicos por la dificultad a la hora de reciclarlos.
También se utilizan alquitranes y otros polímeros y productos sintéticos de diversa naturaleza. Los materiales obtenidos se usan en casi todas las formas imaginables: aglomerantes, sellantes, impermeabilizantes, aislantes, o también en forma de pinturas, esmaltes, barnices y lasures.
- PVC o policloruro de vinilo, con el que se fabrican carpinterías y redes de saneamiento, entre otros.
  - Suelos vinílicos, normalmente comercializados en forma de láminas continuas.
- Polietileno. En su versión de alta densidad (HDPE o PEAD) es muy usado como barrera de vapor, aunque tiene también otros usos.
- Poliestireno empleado como aislante térmico
  - Poliestireno expandido material de relleno de buen aislamiento térmico.
  - Poliestireno extrusionado, aislante térmico impermeable
- Polipropileno como sellante, en canalizaciones diversas, y en geotextiles
- Poliuretano, en forma de espuma se emplea como aislante térmico. Otras formulaciones tienen diversos usos.
- Poliéster, con él se fabrican algunos geotextiles.
- ETFE, como alternativa al vidrio en cerramientos, entre otros.
- EPDM, como lámina impermeabilizante y en juntas estancas.
- Neopreno, como junta estanca, y como "alma" de algunos paneles sandwich.
- Resina epoxi, en pinturas, y como aglomerante en terrazos y productos de madera.
- Acrílicos, derivados del propileno de diversa composición y usos:
  - Metacrilato, plástico que en forma trasparente puede sustituir al vidrio.
  - Pintura acrílica, de diversas composiciones.
- Silicona, polímero del silicio, usado principalmente como sellante e impermeabilizante.
- Asfalto en carreteras, y como impermeabilizante en forma de lámina y de imprimación.